# Гарольд Ешбі
Га́рольд Е́шбі (англ. Harold Ashby), повне ім'я Га́рольд Ке́ннет Е́шбі (англ. Harold Kenneth Ashby; 21 березня 1923, Канзас-Сіті, Міссурі — 13 червня 2003, Нью-Йорк) — американський джазовий саксофоніст (тенор).

## Біографія
Народився 21 березня 1923 року в Канзас-Сіті, штат Міссурі. Його брат Герберт грав на альт-саксофоні, а брат Алекс на трубі. Починав грати на кларнеті, переключився на тенор-саксофон в школі. В основному самоук. У 1943—45 роках служив у Військово-морських силах США; однак музикою у той час не займався.
Грав в Каназас-Сіті з Томмі Дугласом (1946—47), Волтером Брауном-Джеєм Макшенном (1948—49). У 1949 році познайомився в Канзас-Сіті з Беном Вебстером, який став його вчителем. У 1950 році переїхав до Чикаго, де грав і записувався із блюзовими музикантами, зокрема з Віллі Діксоном, Віллі Мейбоном, Отісом Рашем, Шейкі Гортоном (1956), Мемфісом Слімом, Лоуеллом Фулсоном, Джиммі Візерспуном та Чаком Беррі.
У 1957 році повернувся до Нью-Йорка; працював з Мілтом Ларкіном, Мерсером Еллінгтоном, Каунтом Бейсі. У 1958 році Бен Вебстер познайомив його Дюком Еллінгтоном. З 1960 року працював з Еллінгтоном, потім приєднався до гурт 1968 році, з яким залишався до 1975, ще рік після смерті Еллінгтона.
Часто виступав сольно на джазових вечірках; з 1975 року гастролював в Європі; працював з Мерсером Еллінгтоном, концертував з Бенні Гудменом і Саєм Олівером.
У травня 2003 у нього стався серцевий напад і його поклали до лікарні в Нью-Йорку, де він помер 13 червня 2003 року у віці 78 років.

## Дискографія
- Tenor Stuff (Metronome, 1961), з Полом Гонсалвесом